# Abborragölen (Åsenhöga socken, Småland)
Abborragölen är en sjö i Gnosjö kommun i Småland och ingår i Nissans huvudavrinningsområde.